# Ruchy masowe

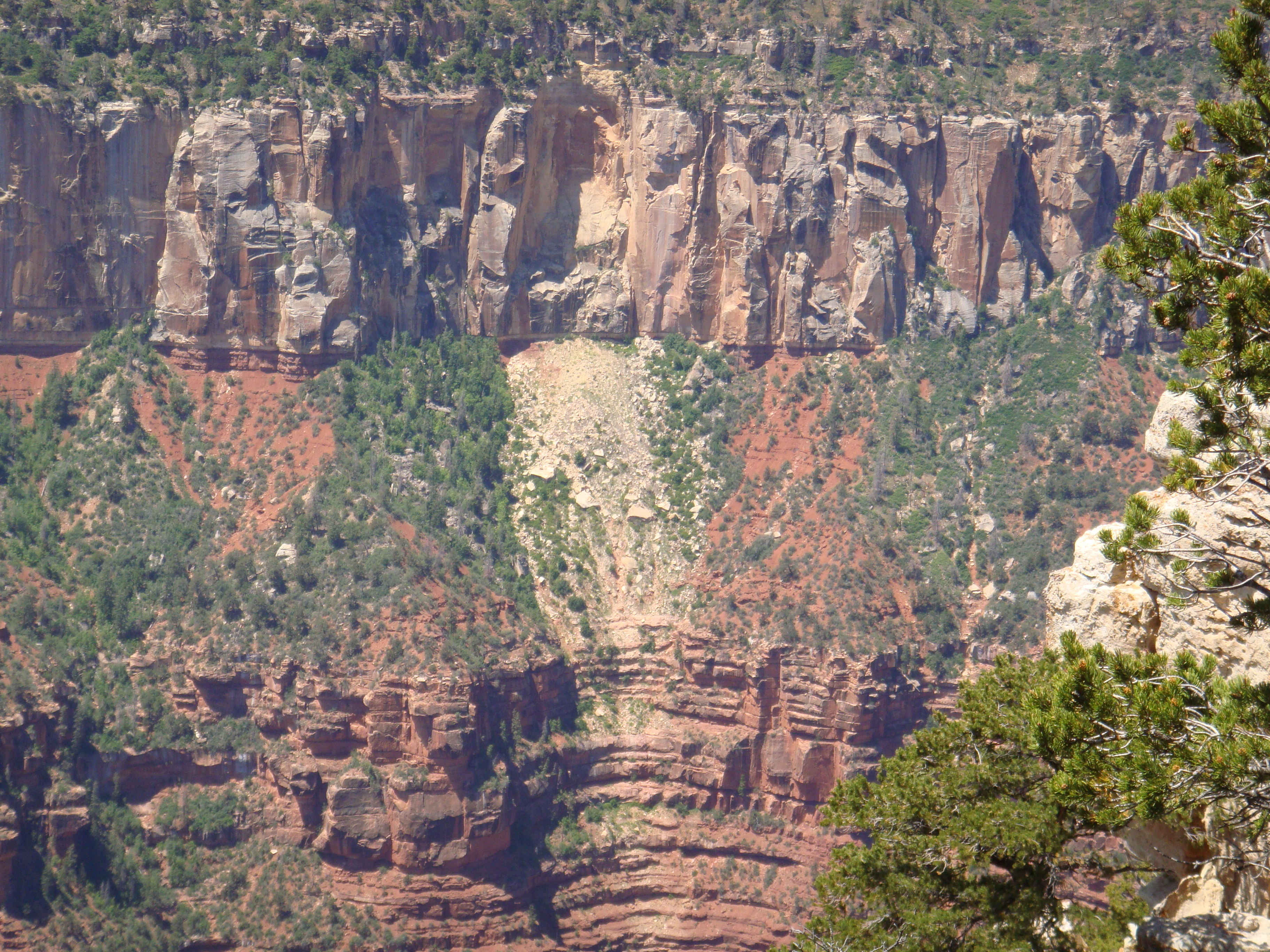
Lawina kamienna w Parku Narodowym Wielkiego Kanionu

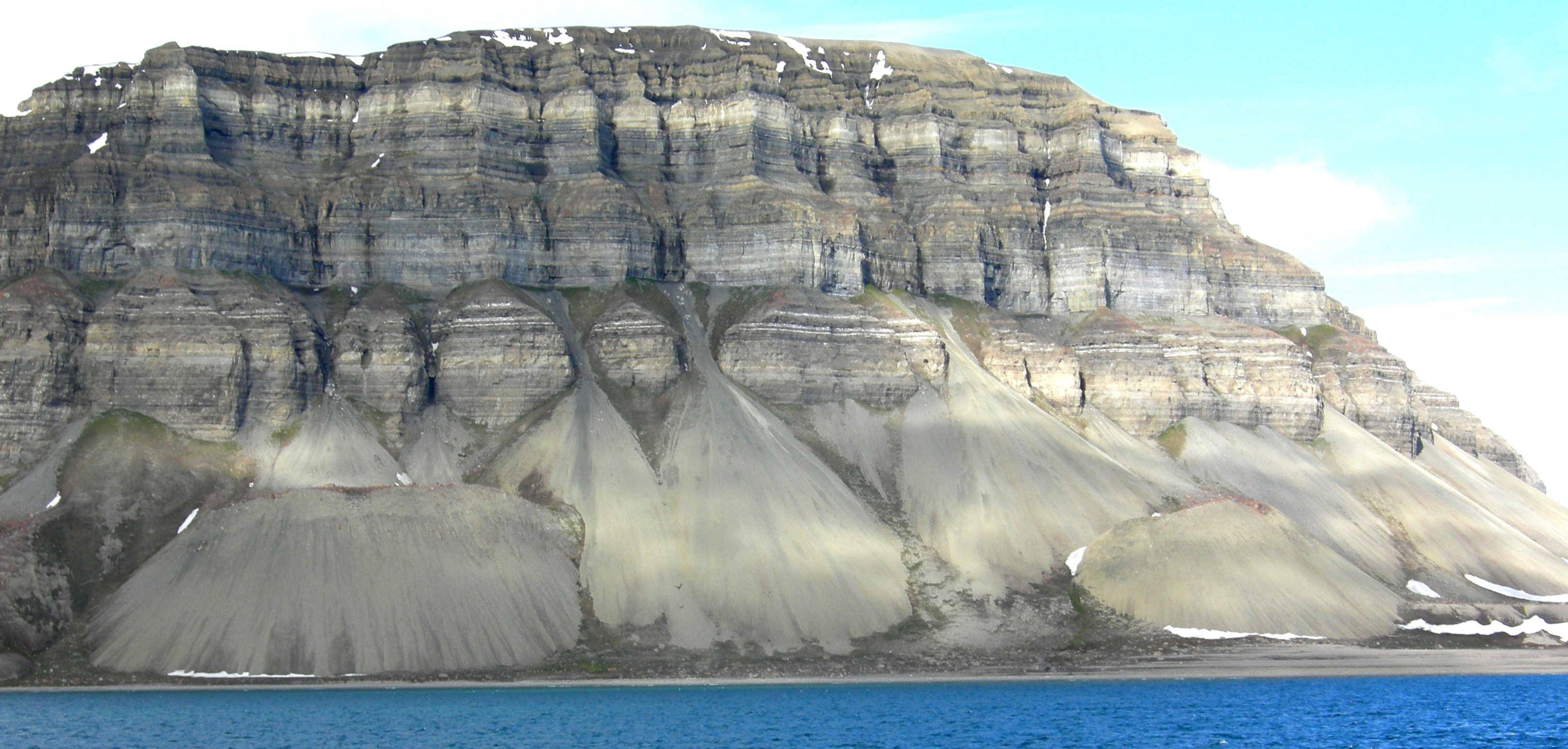
Osuwiska w Isfjorden na Spitsbergenie

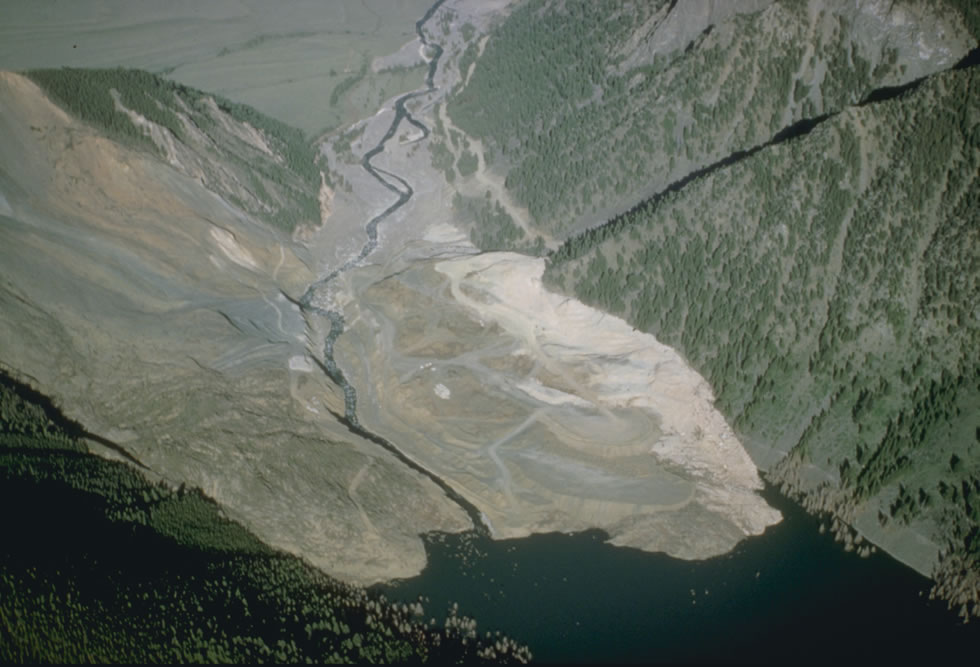
Osuwisko do jeziora Hebgen w Montanie, USA

Ruchy masowe (także: powierzchniowe ruchy masowe lub ruchy grawitacyjne) – przemieszczanie się mas skalnych (pokryw zwietrzelinowych, luźnych i zwięzłych skał powierzchni Ziemi) wzdłuż stoków przede wszystkim pod wpływem działania siły ciężkości. Siłę działającą na ciało na zboczu rozkłada się na składową odrywającą (składowa „ześlizgowa”) – równoległą do powierzchni stoku, skierowaną zgodnie z jego spadkiem, oraz składową trzymającą (składowa „stykowa”) – prostopadłą do powierzchni stoku, skierowaną w stronę podłoża. Im większe nachylenie, tym składowa odrywająca bardziej zbliża się do wartości siły ciężkości, w efekcie czego zwiększa się możliwość przemieszczania się mas skalnych po stoku. W przypadku powierzchni poziomych siła ciężkości ma tylko składową trzymającą. 
Skłonność materiału skalnego do przemieszczania się, oprócz dogodnej rzeźby terenu, wynika z jego cech – struktury (rozmiaru i kształtu cząstek), porowatości, przepuszczalności, wilgotności (warunkowana przez stosunki wodne i klimat) oraz plastyczności. Ruchom tym przeciwdziałają właściwości mechaniczne skał, takie jak: zwięzłość, spoistość, tarcie wewnętrzne, międzywarstwowe i międzypokładowe. Zwięzłość skał jest cechą bardzo zróżnicowaną. Skałami o dużej zwięzłości są m.in. skały krystaliczne, metamorficzne, wapienie i piaskowce. Mogą one budować nawet pionowe ściany skalne. Do utworów o małej zwięzłości zalicza się m.in. żwiry, piaski, piargi, osady pochodzące z wietrzenia oraz gliny. Materiał drobnoziarnisty w warunkach dużej wilgotności ulega upłynnieniu, tworząc kurzawki, w których tarcie wewnętrzne, hamujące przemieszczanie się cząstek względem siebie, jest bardzo małe.
Dla różnych materiałów luźnych określono kąt naturalnego spoczynku (kąt zsypu lub kąt tarcia), tj. takie maksymalne nachylenie terenu, przy którym nie dochodzi jeszcze do przesuwania się osadów pod wpływem siły grawitacyjnej. Dla piargów przyjmuje on wartość ok. 45°, dla piasków mieści się w granicach 15–35°, a dla glin w zakresie 8–20°. Po przekroczeniu tych wartości z reguły dochodzi do przemieszczania się osadów w dół stoku.
Ruch mas skalnych może odbywać się w różny sposób. Materiał może się obrywać od ściany skalnej w przypadku stoków pionowych lub prawie pionowych. Na stokach stromych lub umiarkowanie nachylonych osady mogą m.in. przemieszczać się pełzając, osuwając się lub staczając. Biorąc pod uwagę prędkość i sposób przemieszczania się, wyróżniono rodzaje ruchów masowych: osiadanie, staczanie, spełzywanie, spływanie, osuwanie i obrywanie.

## Rodzaje ruchów masowych

### Osuwanie
Osuwanie jest zjawiskiem przemieszczania się w dół stoku materiału zwietrzelinowego i warstwy przypowierzchniowej skał. Odbywa się na stokach dojrzałych. Zachodzi z różną prędkością – od bardzo powolnego (kilka centymetrów na sekundę) do gwałtownego (kilkanaście metrów na sekundę). Powstawaniu osuwisk sprzyjają: znaczne nachylenie stoku, wysokie opady – co przyczynia się do upłynnienia materiału, procesy morfogenetyczne, tj. rozcinanie lub podcinanie stoku w wyniku erozji rzek, abrazji lub gospodarki człowieka, izoklinalny układ warstw skalnych budujących obszar, zabudowa powodująca dodatkowe obciążenie oraz trzęsienia ziemi. W przeciwieństwie do obrywania ruch osuwania przebiega po nachylonym stoku, nie w powietrzu. Do powstawania osuwisk może dochodzić nie tylko na lądzie, ale na dnie morskim i oceanicznym.

### Obrywanie
Obrywanie mas skalnych zachodzi na stromych (młodych) stokach. W przeciwieństwie do osuwisk, materiał skalny podczas obrywu przeważnie nie przemieszcza się po powierzchni stoku, lecz spada niemal pionowo w powietrzu. Do obrywu najczęściej dochodzi w miejscach podmytych przez rzekę lub fale morskie, podciętych przez lodowiec lub w wyniku działalności człowieka. Powstają również w sytuacji zmniejszenia tarcia międzywarstwowego lub międzypokładowego, a także towarzyszą trzęsieniom ziemi.

### Osiadanie
Osiadanie polega na powolnym, stopniowym zapadaniu się terenu pionowo lub skośnie w dół.

### Spełzywanie
Spełzywanie zachodzi na stokach rozległych, o łagodnym spadku. Jest to zjawisko, które przebiega w sposób powolny. Spełzywaniu podlegają pokrywy zwietrzelinowe: gliniasta, gliniasto-gruzowa, gruzowa, rumowiskowa, a niekiedy także pojedyncze bloki skalne, pod wpływem siły grawitacyjnej. Procesowi sprzyjają zmiany nawodnienia – powtarzające się naprzemiennie nasiąkanie i wysychanie, zamarzanie i odmarzanie, rozpuszczające się i ponownie krystalizujące sole mineralne, rozrost korzeni drzew i aktywność fauny w warstwie glebowej. Czynnik nasiąkania wodą ma istotne znaczenie w przypadku wysokiej zawartości iłów w zwietrzelinie. Spełzający materiał prowadzi do powolnego obniżania się stoku. Akumulowany jest u jego podstawy, co z kolei przyczynia się do szybszego wyrównywania obszaru.

### Spływanie
Spływ powstaje, gdy zwietrzelina budująca bądź pokrywająca stoki ulegnie przepojeniu wodą, tworząc ciekłą masę. Przeważnie jest to materiał gliniasty, piaszczysto-gliniasty lub pyłowy, charakteryzujący się dużą miąższością. Zjawisko spływania przebiega z dużą prędkością. Dodatkowym czynnikiem sprzyjającym powstawaniu spływów jest całkowity brak roślinności bądź jej ubogość. Występują nawet na stokach o bardzo małym nachyleniu.

### Staczanie
Staczanie jest procesem, podczas którego okruchy skalne toczą się po nachylonym stoku. Różnica względem innych ruchów masowych polega na tym, iż w przypadku staczania dochodzi do przemieszczania się pojedynczych odłamków, a nie dużych pokładów zwietrzeliny lub przypowierzchniowych mas skalnych.

## Skutki ruchów masowych
Ruchy masowe są częścią procesu denudacji (obok wietrzenia, erozji i spłukiwania), którego efektem jest niszczenie i wyrównywanie form terenu. Dodatnie formy morfologiczne są obniżane, a materiał z niszczenia transportowany do ich podnóża lub form ujemnych. Ruchy masowe są szczególnie niepożądane na obszarach zabudowanych, powodując pękanie budynków, a w skrajnych przypadkach nawet ich zniszczenie. Niekiedy, w celu wzmocnienia stoku i przeciwdziałania konsekwencjom ruchów masowych, buduje się mury oporowe, a także osusza się stok i jego podnóże.

## Ruchy masowe w Polsce
W Polsce miejscami najczęstszego występowania ruchów masowych są Karpaty, Sudety oraz zbocza dolin rzecznych, w szczególności pradoliny Wisły, Warty i Noteci. W Tatrach bardzo często dochodzi do obrywania materiału skalnego, w Beskidach przeważają osuwiska i spełzywanie. Głównymi czynnikami sprzyjającymi pojawianiu się ruchów masowym na tym obszarze są duże nachylenia stoków oraz charakterystyczna budowa geologiczna, przede wszystkim w Beskidach, gdzie podłoże zbudowane jest z naprzemianległych i sfałdowanych warstw piaskowca, mułowców i łupków ilastych.